# ماريون هال
ماريون هال (بالإنجليزية: Lady Saw) هي مغنية وكاتبة غنائية جامايكية، ولدت في 12 يوليو 1972 في أبرشية سانت ماري ‏ في جامايكا.

## وصلات خارجية
- الموقع الرسمي
- ماريون هال على موقع IMDb (الإنجليزية)
- ماريون هال على موقع ميوزك برينز (الإنجليزية)
- ماريون هال على موقع إن إن دي بي (الإنجليزية)
- ماريون هال على موقع أول ميوزيك (الإنجليزية)
- ماريون هال على موقع ديسكوغز (الإنجليزية)
- ماريون هال على موقع ديسكوغز (الإنجليزية)
- ماريون هال على موقع قاعدة بيانات الفيلم (الإنجليزية)